# Bataille d'Arcadiopolis
Guerres byzantino-Rus'
Batailles
- Expédition des Rus' en Paphlagonie (830)
- Guerre entre Rus' et Byzantins (860)
- Guerre entre Rus' et Byzantins (907)
- Guerre entre Rus' et Byzantins (941)
- Guerre entre Rus' et Byzantins (968-971) (Arcadiopolis (970)
- Dorystolon (971))
- Guerre entre Rus' et Byzantins (1024)
- Guerre entre Rus' et Byzantins (1043)

La bataille d'Arcadiopolis se déroula en 970 entre l'armée byzantine dirigée par Bardas Sklèros et une armée Rus' comprenant des contingents alliés bulgares, petchénègues et magyars. Lors des années précédentes, le dirigeant Rus' Sviatoslav Ier avait conquis la Bulgarie et il représentait dorénavant une menace pour l'Empire byzantin. L'armée Rus' avança à travers la Thrace jusqu'aux alentours de Constantinople où elle rencontra l'armée de Sklèros. Cette dernière était en infériorité numérique, de fait, Sklèros planifia une embuscade et attaqua l'armée Rus' avec une partie de son armée près d'Arcadiopolis. Les Byzantins feignirent ensuite une retraite et parvinrent à attirer le contingent petchénègue dans une embuscade où il fut mis en déroute. La bataille fut d'une grande importance car elle permit à l'empereur byzantin Jean Ier Tzimiskès de régler des problèmes internes et de mettre en place une grande expédition qui vainquit Sviatoslav l'année suivante.

## Contexte
En 965 ou 966, une ambassade bulgare se rendit auprès de l'empereur byzantin Nicéphore II Phocas à Constantinople pour recevoir le tribut annuel qui a été définie par les deux puissances en 927 comme condition pour la paix. Phocas était alors confiant car il venait de remporter une série de victoires contre les Arabes en Orient qui lui permirent de remettre la main sur la Crète, Chypre et la Cilicie. De fait, il refusa de se plier aux exigences des Bulgares et fit même battre les ambassadeurs. Il n'en resta pas là puisqu'il fit une démonstration de force en envoyant une petite armée raser plusieurs postes frontières bulgares en Thrace,.

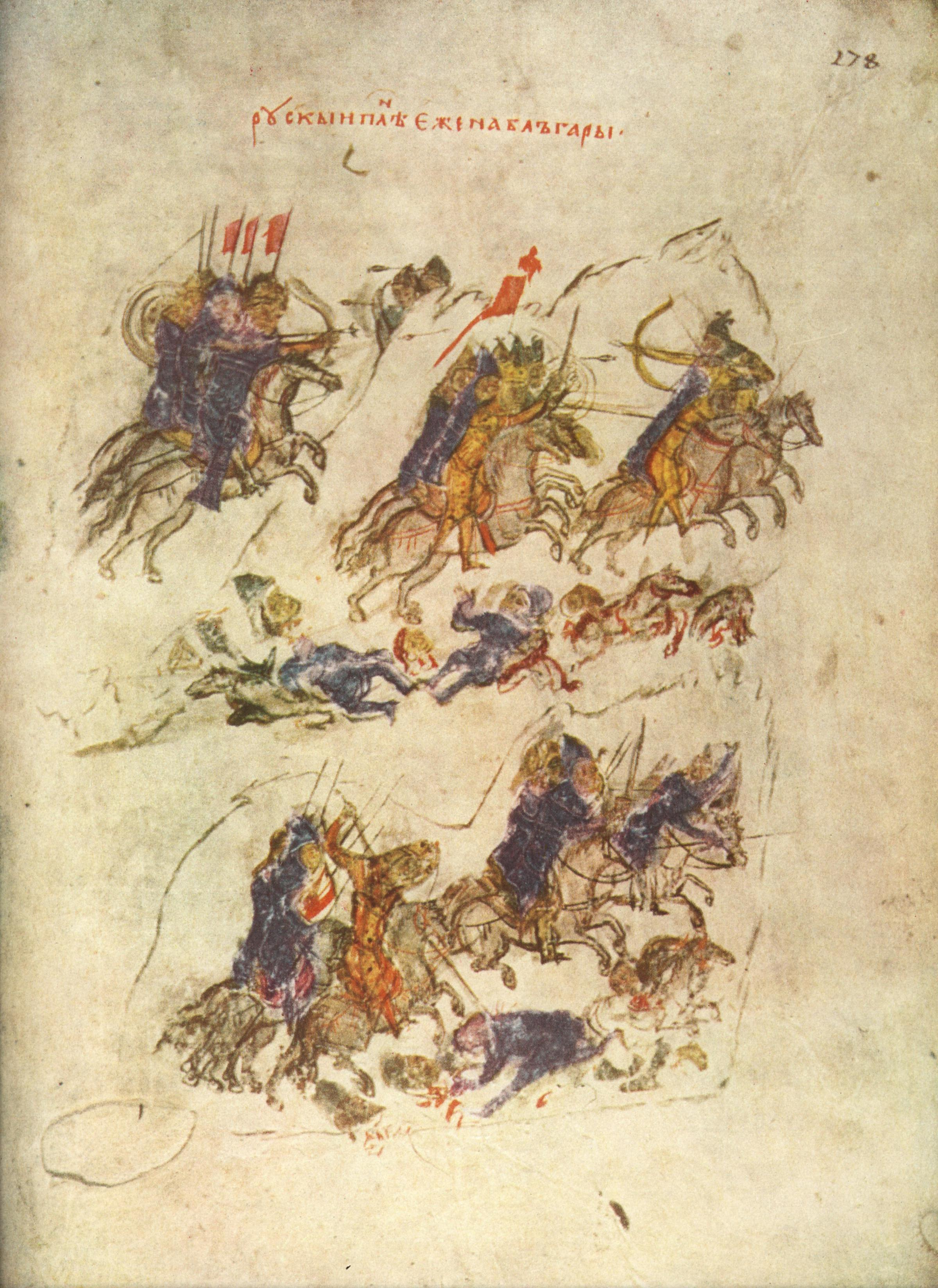
L'invasion de la Bulgarie par Sviatoslav. Illustration issue de la chronique Manassès.

Cet acte équivalait à une déclaration de guerre mais les forces de Nicéphore étaient alors largement occupées par le front oriental. De fait, l'empereur utilisa une stratégie byzantine classique consistant à se servir d'une autre puissance (ici les Rus' vivant en Ukraine) contre les Bulgares. Il envoya le patrice Kalokyros comme ambassadeur à Sviatoslav, le chef Rus' avec qui Byzance maintenait de bonnes relations,. Sviatoslav répondit de façon enthousiaste et envahit la Bulgarie en 967 ou 968 dans un raid dévastateur avant de revenir chez lui défendre sa capitale contre une attaque petchénègue. L'invasion rus' contraignit le tsar bulgare Pierre Ier de Bulgarie à négocier et à accepter des conditions de paix plus favorables pour les Byzantins. Toutefois, ces évènements firent grandir la volonté de conquérir la Bulgarie dans l'esprit de Sviatoslav. Ce dernier revint en force en juillet ou en août 969 et conquit la Bulgarie en quelques mois,,.
Le plan de Nicéphore se retourna donc contre lui. Au lieu de la paix, ce fut un nouvel ennemi qui apparut dans les Balkans. En outre, une grande partie de la noblesse bulgare soutenait le prince rus'. Toutefois, l'empereur est assassiné en décembre 969 et il échut à son successeur Jean Ier Tzimiskès de négocier avec les Rus'. Ces derniers lorgnaient alors sur les terres byzantines. Aux propositions de paix envoyées par Jean, Sviatoslav aurait répondu que l'empire devait abandonner ses territoires européens et se replier en Asie Mineure. En plus de cette menace, Tzimiskès devait consolider sa position et s'opposer au soulèvement de la puissante famille des Phocas. Il délégua la poursuite de la guerre dans les Balkans à son beau-frère Bardas Sklèros ainsi qu'à l'eunuque Pierre Phocas. Ils passèrent l'hiver en Thrace, levèrent une armée et envoyèrent des espions dans le camp de Sviatoslav pour connaître ses intentions,,.
Informés de ces mouvements, une armée russe accompagnée de contingents bulgares et petchénègues est envoyée vers le sud à travers les montagnes balkaniques. Après avoir mis à sac l'importante forteresse de Philippopolis (aujourd'hui Plovdiv), ils contournèrent la cité fortement défendue d'Adrianople et se dirigèrent vers Constantinople. On ne sait pas si l'armée Rus' comprenait l'ensemble des forces de Sviatoslav ou seulement une partie. Ainsi, Jean Skylitzès sous-entend que c'est l'ensemble de l'armée rus' qui est impliquée, comptant le nombre invraisemblable de 308 000 guerriers. Toutefois, le chroniqueur contemporain Léon le Diacre rapporte que l'armée est un détachement d'un peu plus de 30 000 hommes. À l'inverse, la chronique des temps passés russe indique que l'ensemble des fores armées rus' compte 30 000 hommes et que l'armée présente à Arcadiopolis n'est forte que de 10 000 hommes face à 100 000 Byzantins. Cependant, il est certain que les Byzantins sont en forte infériorité numérique et que l'armée rus' comprend un grand nombre de Bulgares, Petchénègues et Magyars.

## Prémices de la bataille
Slèros leva à la hâte une armée de 10 à 12 000 hommes et se porta à la rencontre des Rus'. Les deux armées se rencontrèrent près d'Arcadiopolis (aujourd'hui Luleburgaz en Thrace turque), à 80 kilomètres à l'ouest de Constantinople. Les deux sources primaires byzantines diffèrent quant à la description des premières phases de la bataille. Léon le Diacre rapporte que Sklèros envoya un détachement d'éclaireurs dirigé par Jean Alakaseus et lança la bataille un jour plus tard. Toutefois, la chronique plus récente de Skylitzès rapporte que durant quelques jours, Sklèros et ses hommes restèrent à Arcadiopolis alors que les Rus' campaient à proximité, et refusaient de sortir pour se porter à leur rencontre. Selon Skylitzès, les Rus' furent rapidement convaincus que l'armée impériale était trop craintive pour leur faire face et de fait, ils parcoururent les environs et les pillèrent, négligeant la défense de leur camp et passant leurs nuits dans des festivités insouciantes.

## Déroulement de la bataille

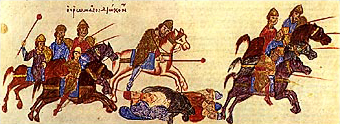
Victoire des Byzantins sur les Russes, Chronique de Jean Skylitzès

Finalement, Sklèros divisa ses forces en trois groupes. Deux furent placées en embuscade sur les côtés boisés de la route menant au camp rus' tandis que le dernier, comprenant probablement 2 à 3 000 hommes fut placé sous la direction de Sklèrosen personne (ou d'Alakaseus selon Sklytizès) et devait s'attaquer à l'armée rus'. Le détachement byzantin arriva rapidement en contact avec celle-ci et chargea le contingent petchénègue. Les Byzantins commencèrent rapidement à exécuter une retraite en ordre, se retournant pour charger à nouveau les poursuivants petchénègues. Ces derniers finirent par être séparés de l'armée principale rus'. La bataille fut féroce et sanglante, mettant à l'épreuve la discipline et l'endurance de la petite troupe byzantine. Selon Léon le Diacre, à un moment donné, un Petchénègue chargea Bardas en personne et lui donna un coup d'épée sur le casque qui fut dévié par celui-ci sans dommage. Constantin, le jeune frère de Bardas, vint à son secours et tua le Petchénègue.
Quand les deux forces antagonistes atteignirent le lieu de l'embuscade, Bardas ordonna aux trompettes de sonner et les deux divisions byzantines cachées attaquèrent les Petchénègues sur leurs flancs et leur arrière. Coupés de tout soutien et encerclés, ils finirent par paniquer et fuir. Un de leurs chefs essaya de rallier ses hommes mais il fut attaqué par Bardas en personne qui le tua dans un combat singulier d'un coup d'épée qui aurait, selon les sources, coupés le Petchénègue en deux, de le tête à la taille à travers le casque et la cuirasse. Cet évènement transforma la bataille en déroute et la panique s'étendit au contingent bulgare qui suivait les Petchénègues et qui subit aussi de lourdes pertes dans le chaos général. Les pertes byzantines furent faibles (Skylitzès parle de 25 morts et Léon de 55) mais ils perdirent de nombreuses montures du fait des flèches petchénègues. Quant aux pertes rus', si elles furent moins importantes que les 20 000 hommes mentionnés par Léon, elles furent significatives, se chiffrant probablement en milliers,,.

## Conclusion
Toutefois Jean Tzimiskès ne put profiter de ce succès car pendant qu'il faisait ses préparatifs pour la suite de la lutte contre les russes eut lieu la révolte de Bardas Phocas contre lequel il fallut envoyer Skléros avec toutes les forces disponibles laissant en face des Rus' un simple corps d'observation qui ne put les empêcher de faire des razzias en Thrace et en Macédoine. Néanmoins, l'écrasement de la révolte de Phocas lors du printemps de l'année suivante permit à Tzimiskès de se placer à la tête de l'armée et d'avancer vers le nord en Bulgarie. Les Byzantins prirent la capitale bulgare Preslav et capturèrent le tsar bulgare Boris II, contraignant les Rus' à se réfugier dans la forteresse de Dorystolon (aujourd'hui Silistra). Après un siège de trois mois et une série d'escarmouches devant les murs de la cité, Sviatoslav accepta sa défaite et quitta la Bulgarie.

## Sources
- (en) John Van Antwerp Fine, The Early Medieval Balkans : A Critical Survey from the Sixth to the Late Twelfth Century, University of Michigan Press, 1991 (ISBN 978-0-472-08149-3)
- (en) Alexander Kazhdan (dir.), Oxford Dictionary of Byzantium, New York et Oxford, Oxford University Press, 1991, 1re éd., 3 tom. (ISBN 978-0-19-504652-6 et 0-19-504652-8, LCCN 90023208)
- (en) John Haldon, The Byzantine Wars, Tempus Publishing, 2001 (ISBN 978-0-7524-1795-0)
- (en) Warren Treadgold, A History of Byzantine State and Society, Stanford (Calif.), Stanford University Press, 1997, 1019 p. (ISBN 0-8047-2630-2)
- Gustave Schlumberger, L'épopée byzantine à la fin du dixième siècle : guerres contre les Russes, les Arabes, les Allemands, les Bulgares; luttes civiles contre les deux Bardas. Jean Tzimiscés. Les jeunes années de Basile II,le tueur de Bulgares (969-989), Paris, E. de Boccard, 1925
- Jean-Pierre Arrignon, « La Rus' entre la Bulgarie et l'Empire byzantin : de la fin du Xe siècle au début du XIIe siècle », Harvard Ukrainian Studies, vol. 12/13,‎ 1988/1989, p. 702-713
- Jean-Pierre Arrignon, « Les relations diplomatiques entre Byzance et la Russie de 860 à 1043 », Revue des études byzantines, vol. 55,‎ 1983, p. 129-137 (lire en ligne)
- (en) Paul Stephenson, Byzantium's Balkan Frontier : A Political Study of the Northern Balkans, 900–1204, Cambridge University Press, 2000
- (en) Mark Whittow, The Making of Byzantium (600-1025), University of California Press, 1996 (ISBN 0-520-20496-4)
- (en) Alice-Mary Talbot et Denis F. Sullivan, The History of Leo the Deacon : Byzantine Military Expansion in the Tenth Century, Dumbarton Oaks, 2005 (ISBN 978-0-88402-324-1)